# Шикула Юрій Юрійович
Шикула Юрій Юрійович (* 29 травня 1965) — машиніст гірничих виїмкових машин дільниці підготовчих робіт структурного підрозділу «Шахтоуправління „Самсонівське-Західне“» акціонерного товариства «Краснодонвугілля» (Луганська область), Герой України.

## Нагороди
- Звання Герой України з врученням ордена Держави (24 серпня 2012) — за визначний особистий внесок у розвиток вітчизняної вугільної промисловості, вагомі здобутки у професійній діяльності, багаторічну самовіддану шахтарську працю.[1]
- Орден «За заслуги» II ст. (27 серпня 2008) — за вагомий особистий внесок у зміцнення енергетичного потенціалу держави, багаторічну самовіддану шахтарську працю та з нагоди Дня шахтаря[2]
- Орден «За заслуги» III ст. (23 серпня 2002) — за високий професіоналізм, особистий внесок у розвиток вугільної промисловості та з нагоди професійного свята — Дня шахтаря[3]
- Відзнака Президента України — ювілейна медаль «20 років незалежності України» (19 серпня 2011)[4]
- Повний кавалер знаків «Шахтарська слава»